# Dordives
Dordives est une commune française située à quatre-vingt-quatre kilomètres de Paris, et se trouve dans le département du Loiret en région Centre-Val de Loire juste en dessous du département de Seine-et-Marne et de la région Île-de-France.

## Géographie

### Localisation
La commune de Dordives se trouve dans le quadrant nord-est du département du Loiret, dans la région agricole du Gâtinais pauvre. À vol d'oiseau, elle se situe à 69,3 km  d'Orléans, préfecture du département, à 16,6 km de Montargis, sous-préfecture, et à 6,4 km de Ferrières-en-Gâtinais, ancien chef-lieu du canton dont dépendait la commune avant mars 2015. La commune fait partie du bassin de vie de Souppes-sur-Loing dont elle est éloignée de 5 km.
Les communes les plus proches sont : Nargis (4,2 km), Château-Landon (4,7 km, en Seine-et-Marne), Fontenay-sur-Loing (4,9 km), Souppes-sur-Loing (5 km, en Seine-et-Marne), Bransles (5 km, en Seine-et-Marne), Ferrières-en-Gâtinais (6,4 km), Préfontaines (7 km), Chaintreaux (7,1 km, en Seine-et-Marne), Chevannes (7,3 km) et La Madeleine-sur-Loing (7,6 km).
|                                 | Souppes-sur-Loing (Seine-et-Marne) | Chaintreaux (Seine-et-Marne) |
| Château-Landon (Seine-et-Marne) | Dordives                           | Bransles (Seine-et-Marne)    |
| Nargis                          | Fontenay-sur-Loing                 | Ferrières-en-Gâtinais        |

### Lieux-dits et écarts
Les hameaux de Saint-Séverin, la Rue Mangine, le Petit sous-les-Vignes, le Grand sous-les-Vignes, la Queue de l'Étang, Thurelle.

### Géologie et relief

#### Géologie
La commune se situe dans le sud du Bassin parisien, le plus grand des trois bassins sédimentaires français. Cette vaste dépression, occupée dans le passé par des mers peu profondes et des lacs, a été comblée, au fur et à mesure que son socle s’affaissait, par des sables et des argiles, issus de l’érosion des reliefs alentours, ainsi que des calcaires d’origine biologique, formant ainsi une succession de couches géologiques.
Les couches affleurantes sur le territoire communal sont constituées de formations superficielles du Quaternaire et de roches sédimentaires datant du Cénozoïque, l'ère géologique la plus récente sur l'échelle des temps géologiques, débutant il y a 66 millions d'années, et du Mésozoïque, anciennement appelé Ère secondaire, qui s'étend de −252,2 à −66,0 Ma. Les plus anciennes sont de la craie blanche à silex remontant à la période Crétacé. Les plus récentes sont des alluvions récentes des lits mineurs remontant à l’époque Holocène de la période Quaternaire. Le descriptif de ces couches est détaillé dans  la feuille « n°329 - Château-Landon » de la carte géologique au 1/50 000ème du département du Loiret, et sa notice associée.

Carte géologique de la commune.

|  | Fz : | alluvions récentes des lits mineurs, Holocène                                                     |
|  | Fy : | alluvions récentes des levées et montilles de la Loire et des basses terrasses du Loing, Holocène |
|  | Fx : | alluvions de basse terrasse de la Loire, Pléistocène (Wurm), terrasse +5 m                        |

|  | e4PN : | poudingue de Nemours, Paléocène-Éocène inférieur       |
|  | e4A :  | argile à faciès sparnacien, Paléocène-Éocène inférieur |

|  | e1-4Rc : | complexe argilo-sableux à silex = argiles à silex, Paléocène-Éocène inférieur |

|  | c5Cr : | craie blanche à silex, Campanien |
|  | c4Cr : | craie blanche à silex, Santonien |

#### Relief
La superficie cadastrale de la commune publiée par l’Insee, qui sert de références dans toutes les statistiques, est de 15,18 km2,. La superficie géographique, issue de la BD Topo, composante du Référentiel à grande échelle produit par l'IGN, est quant à elle de 15,13 km2. Son relief est relativement plat puisque la dénivelée maximale atteint 48 mètres. L'altitude du territoire varie entre 67 m et 115 m.

### Hydrographie
- Le Betz, sous-affluent de la Seine par le Loing, traverse le territoire de la commune.
- La rivière le Loing marque la limite ouest de la commune.
- Nombreux étangs (anciennes sablières) le long du Loing.

### Climat
Pour des articles plus généraux, voir Climat du Centre-Val de Loire et Climat du Loiret.
En 2010, le climat de la commune est de type climat océanique dégradé des plaines du Centre et du Nord, selon une étude du CNRS s'appuyant sur une série de données couvrant la période 1971-2000. En 2020, Météo-France publie une typologie des climats de la France métropolitaine dans laquelle la commune est exposée à un climat océanique altéré et est dans la région climatique Nord-est du bassin Parisien, caractérisée par un ensoleillement médiocre, une pluviométrie moyenne régulièrement répartie au cours de l’année et un hiver froid (3 °C).
Pour la période 1971-2000, la température annuelle moyenne est de 11 °C, avec une amplitude thermique annuelle de 15,8 °C. Le cumul annuel moyen de précipitations est de 713 mm, avec 11,1 jours de précipitations en janvier et 7,6 jours en juillet. Pour la période 1991-2020, la température moyenne annuelle observée sur la station météorologique de Météo-France la plus proche, sur la commune de Nemours à 15 km à vol d'oiseau, est de 12,0 °C et le cumul annuel moyen de précipitations est de 690,3 mm,. Pour l'avenir, les paramètres climatiques de la commune estimés pour 2050 selon différents scénarios d'émission de gaz à effet de serre sont consultables sur un site dédié publié par Météo-France en novembre 2022.

### Milieux naturels et biodiversité

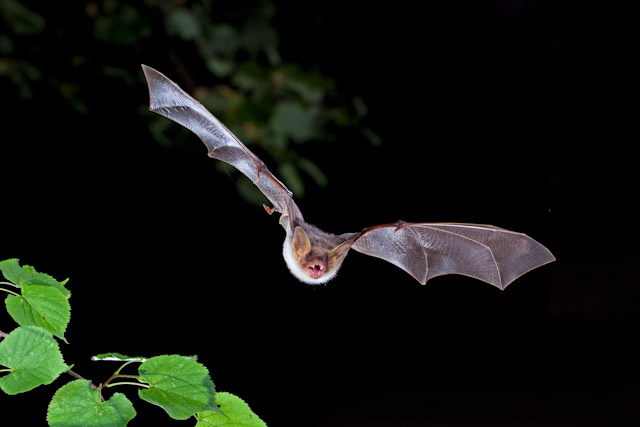
Grand murin.

#### Zones nationales d'intérêt écologique, faunistique et floristique

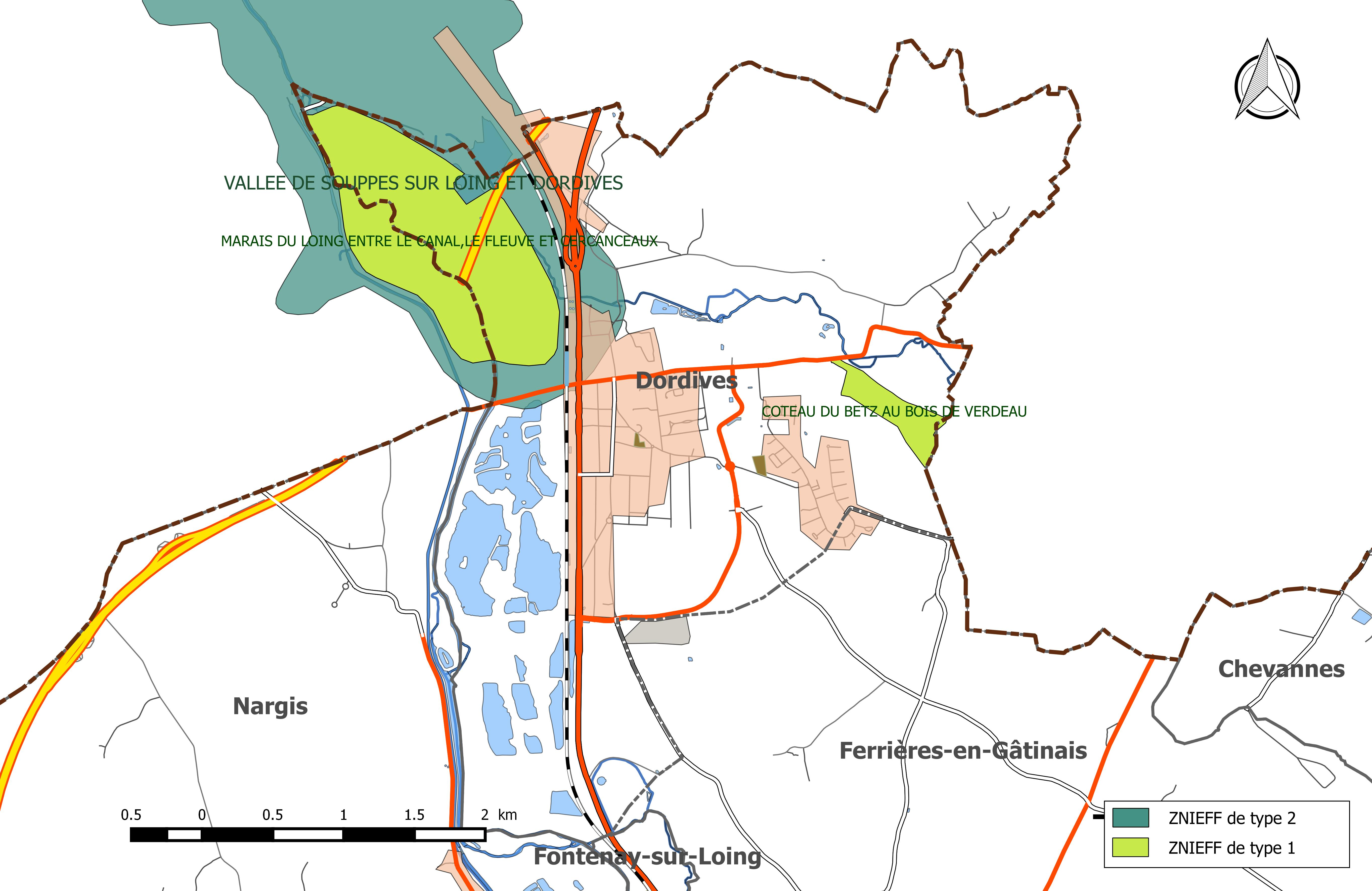
Carte des ZNIEFF de la commune et de ses abords.

L’inventaire des zones naturelles d'intérêt écologique, faunistique et floristique (ZNIEFF) a pour objectif de réaliser une couverture des zones les plus intéressantes sur le plan écologique, essentiellement dans la perspective d’améliorer la connaissance du patrimoine naturel national et de fournir aux différents décideurs un outil d’aide à la prise en compte de l’environnement dans l’aménagement du territoire. Le territoire communal de Dordives comprend deux ZNIEFF.
La ZNIEFF, de deuxième génération et de type 1, dénommée Coteau du Betz au bois de Verdeau, d'une superficie de 18 hectares, est située dans la partie est de la commune. Son altitude varie entre 75 et 107 m. La zone est constituée d'un coteau entaillé dans le calcaire et occupé majoritairement par de la chênaie-charmaie. La présence de Buis (Buxus sempervirens) en population importante indique le caractère relativement thermophile de ce milieu. Ce type de configuration est en outre particulièrement rare dans le Loiret. De plus, l'intérêt majeur de ce site réside dans la présence de plusieurs cavités fréquentées par huit espèces de chauves-souris : la Barbastelle d'Europe, le Vespertilion de Daubenton, le Murin à oreilles échancrées, le Grand murin, le Murin à moustaches, le Murin de Natterer, le Grand rhinolophe et le Vespertilion de Bechstein.
La ZNIEFF, de deuxième génération et de 2, dénommée Vallée du Loing entre Nemours et Dordives, d'une superficie de 1 059 hectares, s'étend sur 8 communes, dont Dordives dans le Loiret. Son altitude varie entre 62 et 108 m. Ce tronçon de la vallée du Loing comprend une diversité d'habitats: prairies inondables, ripisylves, méandres, plans d'eau issus de l'extraction de granulats alluvionnaires, qui confèrent au site une richesse paysagère, mais également une diversité écologique mise en avant par la présence d'animaux et de végétaux déterminants znieff et protégés au niveau national et régional.

#### Natura 2000
La « Cave du Roy » dans le bois de Verdeau proche du moulin du Mez à l'est de Dordives, au pied du coteau sud du Betz, sert de gîte d’hibernation pour des chauve-souris. Elle a été regroupée avec sept marnières de l'est du Loiret dans le même cas, cet ensemble de cinq sites ayant en 2013 été classé en Zone Spéciale de Conservation et le tout intégré au réseau Natura 2000. 

La cave de Verdeau, de 30 m de profondeur, abritait en 2005 des grands murins (14 individus en 2005, population stable) et des vespertilions à oreilles échancrées. Des barbastelles y ont été vues en 1999, absentes depuis (l'espèce préfère hiberner dans des troncs d'arbres creux),.

## Urbanisme

### Typologie
Au 1er janvier 2024, Dordives est catégorisée bourg rural, selon la nouvelle grille communale de densité à sept niveaux définie par l'Insee en 2022.
Elle appartient à l'unité urbaine de Souppes-sur-Loing, une agglomération inter-régionale regroupant deux  communes, dont elle est une commune de la banlieue,,. Par ailleurs la commune fait partie de l'aire d'attraction de Paris, dont elle est une commune de la couronne,.

### Occupation des sols
L'occupation des sols de la commune, telle qu'elle ressort de la base de données européenne d’occupation biophysique des sols Corine Land Cover (CLC), est marquée par l'importance des territoires agricoles (34 % en 2018), en diminution par rapport à 1990 (40,8 %). La répartition détaillée en 2018 est la suivante : 
forêts (30,2 %), zones urbanisées (18,2 %), terres arables (15,6 %), zones agricoles hétérogènes (15,4 %), eaux continentales (14,9 %), cultures permanentes (3 %), espaces verts artificialisés, non agricoles (2,7 %).
L'évolution de l’occupation des sols de la commune et de ses infrastructures peut être observée sur les différentes représentations cartographiques du territoire : la carte de Cassini (XVIIIe siècle), la carte d'état-major (1820-1866) et les cartes ou photos aériennes de l'IGN pour la période actuelle (1950 à aujourd'hui).

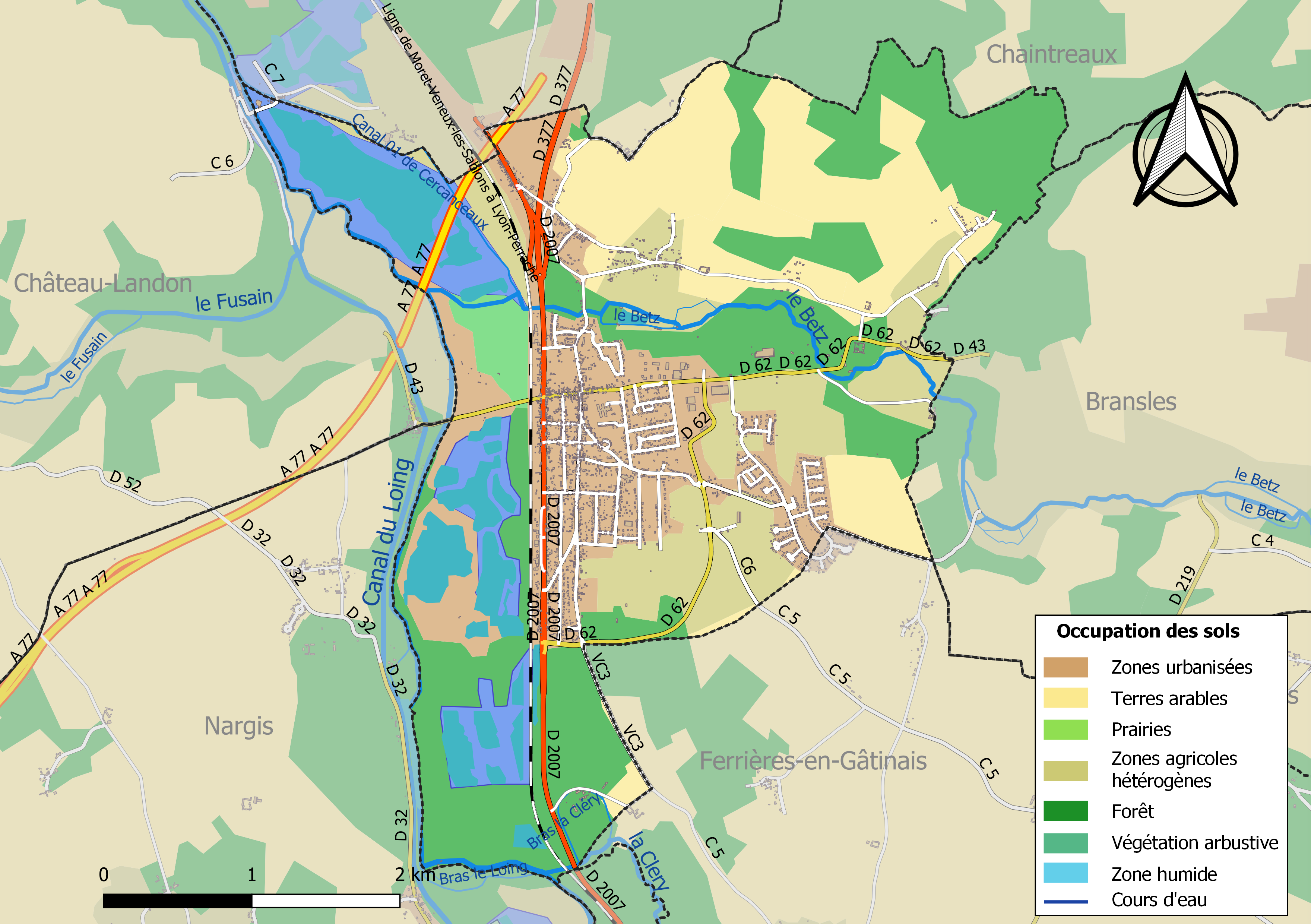
Carte des infrastructures et de l'occupation des sols de la commune en 2018 (CLC).
Carte orthophotographique de la commune en 2016.

### Organisation urbaine
Le territoire communal est traversé par la vallée du Loing, qui est essentiellement occupée par des bois et des étangs (anciennes sablières).

### Voies de communication et transports

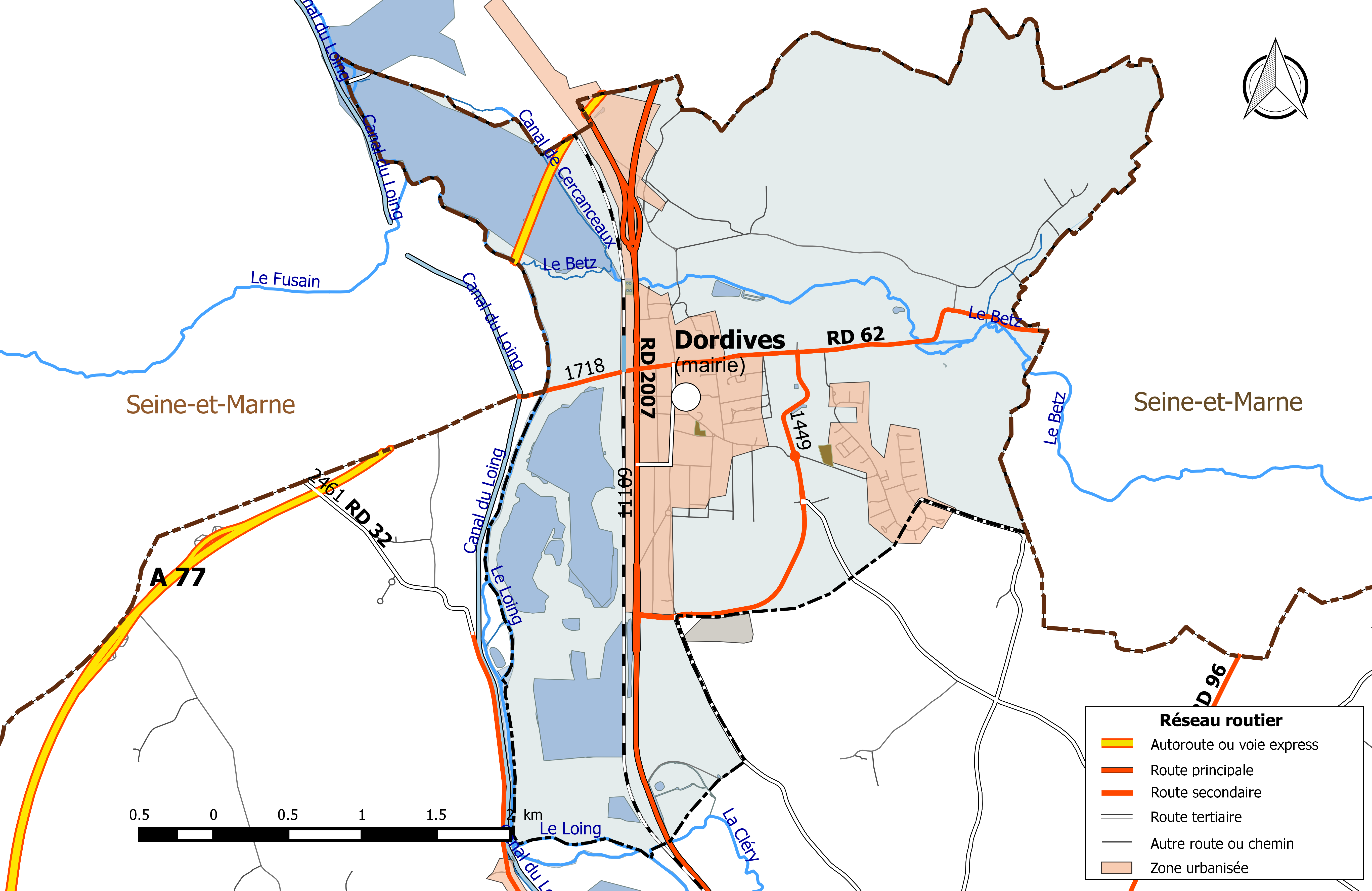
Réseau routier principal de la commune de Dordives (avec indication du trafic routier 2014).

- La commune est desservie par la route nationale 7, l'autoroute A6, l'autoroute A77 et l'autoroute A19[36].
- la Gare de Dordives sur la  ligne Paris - Montargis.
- le réseau de transport départemental Ulys
  - Ligne 10 sur 7 arrêts (La Croisiere-Rue Mangine ; Fourche Betz ; Carrefour de la rue de Paris ; Saint Severin ; Rue du Haut ; Bibliothèque-Mairie et Borne milliaire).

### Risques naturels et technologiques
La commune de Dordives est vulnérable à différents aléas naturels : inondations (par débordement du Loing), climatiques (hiver exceptionnel ou canicule), mouvements de terrains ou sismique (sismicité faible).
Elle est également exposée à un risque technologique : le risque de transport de matières dangereuses
.
Entre 1999 et 2019, sept arrêtés ministériels ayant porté reconnaissance de catastrophe naturelle ont été pris pour le territoire de la commune  de Dordives : six  pour des inondations et coulées de boues et un pour des mouvements de terrains.

#### Risques naturels
Les points bas de l'agglomération qui s'est développée au bord de la vallée du Loing, peuvent être concernés par les débordements du Loing et de la Cléry. Des pavillons sont également concernés par le remous du Betz, ceux situés le long de la RN7 à l'entrée sud de l'agglomération, une ferme (Thurelles), un ancien moulin habité (Goulette), un autre moulin (Moulin Foulon). Les crues du Loing ont essentiellement lieu aux mois de décembre, janvier et février, qui concentrent l’ensemble des crues majeures, plus rarement en automne (octobre 1896), et au printemps (mai 1836). Les deux crues de référence sont celles de janvier 1910 (3,16 m à Montargis) et de mai-juin 2016 (3,36 m à la même station),. Le risque d'inondation est pris en compte dans l'aménagement du territoire de la commune par le biais du Plan de prévention du risque inondation (PPRI) Agglomération montargoise et Loing Aval approuvé le 20 juin 2007 par arrêté préfectoral et modifié en 2013 pour la commune de Dordives.
Le territoire de la commune peut également être concerné par un risque d'effondrement de cavités souterraines non connues. Une cartographie départementale de l'inventaire des cavités souterraines et des désordres de surface a été réalisée. Il a été recensé sur la commune plusieurs effondrements de cavités.
Par ailleurs, le sol du territoire communal peut faire l'objet de mouvements de terrain liés à la sécheresse. Le phénomène de retrait-gonflement des argiles est la conséquence d'un changement d'humidité des sols argileux. Les argiles sont capables de fixer l'eau disponible mais aussi de la perdre en se rétractant en cas de sécheresse. Ce phénomène peut provoquer des dégâts très importants sur les constructions (fissures, déformations des ouvertures) pouvant rendre inhabitables certains locaux. Celui-ci a particulièrement affecté le Loiret après la canicule de l'été 2003. Une grande partie du territoire de la commune est soumis à un aléa « moyen » face à ce risque, selon l'échelle définie par le Bureau de recherches géologiques et minières (BRGM).
Depuis le 22 octobre 2010, la France dispose d’un nouveau zonage sismique divisant le territoire national en cinq zones de sismicité croissante. La commune, à l’instar de l’ensemble du département, est concernée par un risque très faible.

#### Risques technologiques
La commune est concernée par le risque de transport de matières dangereuses, en raison du passage sur son territoire d'une canalisation de gaz et d'itinéraires routiers structurants supportant un fort trafic (les routes départementales A77-D740),.

## Histoire
Dordives était une ville minière dès l'Antiquité ; la base de l'économie de l'époque, était le minerai de fer, ce qui donna son nom à la ville : "Auro dives" qui signifie "d'or riche", tout comme Ferrière située juste au sud.
La ville est traversée par la voie romaine allant d'Orléans à Sens (d'ouest en est) dont il reste les traces sous forme du chemin de César, le long du Betz, rivière qui conflue avec le Loing (affluent de la rive gauche de la Seine, correspondant au trajet ancien de la Loire, du temps où elle rejoignait la Seine), ainsi que la route royale allant de Paris en Italie (RN7).
Sur son territoire se situe le château de "Mez-le-Maréchal", un château fort construit par les premiers seigneurs du Mez, appartenant à la famille Clément au temps de Philippe Auguste (1190), dans la plaine et non sur le promontoire car il correspond  à la fortification de l'ancienne place forte romaine, et qui rappelle dans son architecture le château de Vincennes.
Dordives est aussi le siège du château de Thurelles, qui relevait à l'origine du fief de Ferrières et dont  l'un des premiers propriétaires fut le sieur François de Thiballier, chef d'escadre des galères au sein de la Marine royale, qui commande une expédition voulue par Colbert à destination des Indes orientales (1670-1672) au cours de laquelle il décède. Le château actuel a été rebâti sur les ruines du précédent démoli au XIXe siècle.

## Politique et administration

### Découpage territorial

#### Bloc communal: Commune et intercommunalités
La paroisse et bourg de Dordives acquiert le statut de municipalité avec le  décret du 12 novembre 1789 de l'Assemblée Nationale puis celui de « commune », au sens de l'administration territoriale actuelle, par le décret de la Convention nationale du 10 brumaire an II (31 octobre 1793). Il faut toutefois attendre la loi du 5 avril 1884 sur l'organisation municipale pour qu'un régime juridique uniforme soit défini pour toutes les communes de France, point de départ de l’affirmation progressive des communes face au pouvoir central.
Aucun événement de restructuration majeure du territoire, de type suppression, cession ou réception de territoire, n'a affecté la commune depuis sa création.
La commune est membre de la communauté de communes des Quatre Vallées depuis sa création le 13 décembre 1996. Cette intercommunalité succède au SIVOM de Ferrières-en-Gâtinais, créé en mai 1966, et au SIVOM de Corbeilles.
La loi du 24 mars 2014  pour l'accès au logement et un urbanisme rénové, dite loi ALUR, fait évoluer de manière significative les compétences en matière d'urbanisme, dont certaines sont transférées de la commune à la communauté de communes.
La loi du 7 août 2015 portant nouvelle organisation territoriale de la République (dite loi NOTRe), visant une réduction du nombre d'intercommunalités en France, fait passer de 5 000 à 15 000 habitants, sauf exceptions, le seuil démographique minimal pour constituer une communauté de communes et a un impact sur les périmètres des intercommunalités du département du Loiret dont le nombre passe de 28 à 16. Mais la communauté de communes des Quatre Vallées ne voit pas son périmètre changer et la commune de Dordives en reste donc membre. Cette loi a toutefois un impact sur ses compétences avec l'attribution par exemple de la gestion des milieux aquatiques et de la prévention des inondations à partir du 1er janvier 2018.

#### Circonscriptions de rattachement
Sous l'Ancien Régime, à la veille des États généraux de 1789, la paroisse de Dordives était rattachée sur le plan ecclésiastique de l'ancien diocèse de Sens et sur le plan judiciaire au bailliage de Montargis.
La loi du 22 décembre 1789 divise le pays en 83 départements découpés chacun en six à neuf districts eux-mêmes découpés en cantons regroupant des communes. Les districts, tout comme les départements, sont le siège d’une administration d’État et constituent à ce titre des circonscriptions administratives. La commune de Dordives est alors incluse dans le canton de Ferrières, le district de Montargis et le département du Loiret.
La recherche d’un équilibre entre la volonté d’organiser une administration dont les cadres permettent l’exécution et le contrôle des lois d’une part, et la volonté d’accorder une certaine autonomie aux collectivités de base (paroisses, bourgs, villes) d’autre part, s’étale de 1789 à 1838. Les découpages territoriaux évoluent ensuite au gré des réformes visant à décentraliser ou recentraliser l'action de l'État. La régionalisation fonctionnelle des services de l'État (1945-1971) aboutit à la création de régions. L'acte I de la décentralisation de 1982-1983 constitue une étape importante en donnant l'autonomie aux collectivités territoriales, régions, départements et communes. L'acte II intervient en 2003-2006, puis l'acte III en 2012-2015.
Le tableau suivant présente les rattachements, au niveau infra-départemental, de la commune de Dordives aux différentes circonscriptions administratives et électorales ainsi que l'historique de l'évolution de leurs territoires.
| Circonscription             | Nom                | Période   | Type                         | Évolution du découpage territorial |
| --------------------------- | ------------------ | --------- | ---------------------------- | --- |
| District                    | Montargis          | 1790-1795 | Administrative               | La commune est rattachée au district de Montargis de 1790 à 1795,. La Constitution du 5 fructidor an III, appliquée à partir de vendémiaire an IV (1795) supprime les districts, rouages administratifs liés à la Terreur, mais maintient les cantons qui acquièrent dès lors plus d'importance. |
| Canton                      | Ferrières          | 1790-1801 | Administrative et électorale | Le 10 février 1790, la municipalité de Dordives est rattachée au canton de Ferrières. Les cantons acquièrent une fonction administrative avec la disparition des districts en 1795. |
| Canton                      | Ferrières          | 1801-2015 | Administrative et électorale | Sous le Consulat, un redécoupage territorial visant à réduire le nombre de justices de paix ramène le nombre de cantons dans le Loiret de 59 à 31. Dordives est alors rattachée par arrêté du 9 vendémiaire an X (30 septembre 1801) au canton de Ferrières,, qui devient canton de Ferrières-en-Gâtinais en 2001. |
| Canton                      | Courtenay          | 2015-     | Électorale                   | La loi du 17 mai 2013 et ses décrets d'application publiés en février et mars 2014 introduisent un nouveau découpage territorial pour les élections départementales. La commune est alors rattachée au nouveau canton de Courtenay. Depuis cette réforme, plus aucun service de l'État n'exerce sa compétence sur un territoire s'appuyant sur le nouveau découpage cantonal. Le canton a disparu en tant que circonscription administrative de l'État ; il est désormais uniquement une circonscription électorale dédiée à l'élection d'un binôme de conseillers départementaux siégeant au conseil départemental. |
| Arrondissement              | Montargis          | 1801-     | Administrative               | Dordives est rattachée à l'arrondissement de Montargis depuis sa création en 1801,. |
| Circonscription législative | 4e circonscription | 2010-     | Électorale                   | Lors du découpage législatif de 1986, le nombre de circonscriptions législatives passe dans le Loiret de 4 à 5. Un nouveau redécoupage intervient en 2010 avec la loi du 23 février 2010. En attribuant un siège de député « par tranche » de 125 000 habitants, le nombre de circonscriptions par département varie désormais de 1 à 21,. Dans le Loiret, le nombre de circonscriptions passe de cinq à six. Dordives, initialement rattachée à la cinquième circonscription, est, après 2010, rattachée à la quatrième circonscription.                                                                            |

#### Collectivités de rattachement
La commune de Dordives est rattachée au département du Loiret et à la région Centre-Val de Loire, à la fois circonscriptions administratives de l'État et collectivités territoriales.

### Politique et administration municipales

#### Conseil municipal et maire
Depuis les élections municipales de 2014, le conseil municipal  de Dordives, commune de plus de 1 000 habitants, est élu au scrutin proportionnel de liste à deux tours (sans aucune modification possible de la liste), pour un mandat de six ans renouvelable. Il est composé de 23 membres. L'exécutif communal, est constitué par le maire, élu par le conseil municipal, parmi ses membres, pour un mandat de six ans, c'est-à-dire pour la durée du mandat du conseil.
| Période                                  | Période      | Identité             | Étiquette | Qualité                                                             |
| ---------------------------------------- | ------------ | -------------------- | --------- | ------------------------------------------------------------------- |
| Les données manquantes sont à compléter. |              |                      |           |                                                                     |
| 1843                                     | 1844         | Pierre Clauzie       |           |                                                                     |
| 1844                                     | 1855         | Vincent Frot         |           |                                                                     |
| 1855                                     | 1871         | Joseph Anceau        |           |                                                                     |
| 1871                                     | 1884         | François Guyon       |           |                                                                     |
| 1884                                     | 1898         | Gustave Chaumeron    |           |                                                                     |
| 1898                                     | 1905         | Louis-Charles Faucon |           |                                                                     |
| 1905                                     | 1912         | Laurent Chachignon   |           |                                                                     |
| 1912                                     | 1920         | Adrien Buisson       |           |                                                                     |
| 1920                                     | 1931         | Hector Lebert        |           |                                                                     |
| 1931                                     | 1941         | Théophile Ragot      |           |                                                                     |
| 1941                                     | 1948         | Jules Oudin          |           |                                                                     |
| 1948                                     | 1955         | Eloi Bordat          |           |                                                                     |
| 1955                                     | 1965         | Alfred Gemton        |           |                                                                     |
| 1965                                     | 1989         | Bruno de Villepin    | DVD       | Sylviculteur Chevalier de la Légion d'honneur Nommé maire honoraire |
| mars 1989                                | juin 1995    | Michel Bossé         |           |                                                                     |
| juin 1995                                | janvier 2010 | Frédéric Néraud      | DVD       |                                                                     |
| janvier 2010                             | mars 2014    | Alain Douchet        | DVD       |                                                                     |
| mars 2014                                | En cours     | Jean Berthaud,       |           | Profession de l'information, des arts et des spectacles             |

## Équipements et services

### Environnement

#### Gestion des déchets
En 2016, la commune est membre du syndicat mixte de ramassage et de traitement des ordures ménagères (SMIRTOM) de Montargis, créé en 1968. Celui-ci assure la collecte et le traitement des ordures ménagères résiduelles, des emballages ménagers recyclables et des encombrants en porte à porte et du verre en points d’apport volontaire. Un réseau de trois déchèteries, dont une est située sur le territoire communal, accueille les encombrants et autres déchets spécifiques (déchets verts, déchets dangereux, gravats, ferraille, cartons…). Le SMIRTOM de Montargis procède également à l'élimination et la valorisation énergétique des déchets ménagers et de ceux issus de la collecte sélective dans l'unité d'Amilly, construite en 1969. Une convention de délégation du service public de traitement a été conclue en 2013 avec la société Novergie Centre, filiale énergie du Groupe Suez pour la valorisation énergétique des déchets.
Depuis le 1er janvier 2017, la « gestion des déchets ménagers » ne fait plus partie des compétences de la commune mais est une compétence obligatoire de la communauté de communes des Quatre Vallées en application de la loi NOTRe du 7 août 2015.

#### Production et distribution d'eau
Le service public d’eau potable est une compétence obligatoire des communes depuis l’adoption de la loi du 30 décembre 2006 sur l’eau et les milieux aquatiques. Au 31 décembre 2016, la production et la distribution de l'eau potable sur le territoire communal sont assurées la commune elle-même.
La loi NOTRe du 7 août 2015 prévoit que le transfert des compétences « eau et assainissement » vers les communautés de communes sera obligatoire à compter du 1er janvier 2020. Le transfert d’une compétence entraîne  de  facto la mise à disposition gratuite de plein droit des biens, équipements et services publics utilisés, à la date du transfert, pour l'exercice de ces compétences et la substitution de la communauté dans les droits et obligations des communes,.

#### Assainissement
La compétence assainissement, qui recouvre obligatoirement la collecte, le transport et l’épuration des eaux usées, l’élimination des boues produites, ainsi que le contrôle des raccordements aux réseaux publics de collecte, est assurée  par la commune elle-même.
La commune est raccordée à une station d'épuration située sur le territoire communal, mise en service le 1er août 2006 et dont la capacité nominale de traitement est de  4 500 EH, soit 675 m3/jour. Cet équipement utilise un procédé d'épuration biologique dit « à boues activées ». Son exploitation est assurée par la commune,.
L’assainissement non collectif (ANC) désigne les installations individuelles de traitement des eaux domestiques qui ne sont pas desservies par un réseau public de collecte des eaux usées et qui doivent en conséquence traiter elles-mêmes leurs eaux usées avant de les rejeter dans le milieu naturel. En 2017, la communauté de communes des Quatre Vallées assure le service public d'assainissement non collectif (SPANC), qui a pour mission de vérifier la bonne exécution des travaux de réalisation et de réhabilitation, ainsi que le bon fonctionnement et l’entretien des installations,.

## Population et société

### Démographie
L'évolution du nombre d'habitants est connue à travers les recensements de la population effectués dans la commune depuis 1793. Pour les communes de moins de 10 000 habitants, une enquête de recensement portant sur toute la population est réalisée tous les cinq ans, les populations de référence des années intermédiaires étant quant à elles estimées par interpolation ou extrapolation. Pour la commune, le premier recensement exhaustif entrant dans le cadre du nouveau dispositif a été réalisé en 2008.

En 2022, la commune comptait 3 257 habitants, en évolution de −2,49 % par rapport à 2016 (Loiret : +1,89 %, France hors Mayotte : +2,11 %).
| 1793 | 1800 | 1806 | 1821 | 1831 | 1836 | 1841 | 1846 | 1851 |
| ---- | ---- | ---- | ---- | ---- | ---- | ---- | ---- | ---- |
| 345  | 488  | 446  | 417  | 519  | 594  | 615  | 627  | 644  |

| 1856 | 1861 | 1866 | 1872 | 1876 | 1881 | 1886 | 1891 | 1896 |
| ---- | ---- | ---- | ---- | ---- | ---- | ---- | ---- | ---- |
| 750  | 787  | 888  | 909  | 945  | 869  | 837  | 822  | 813  |

| 1901 | 1906 | 1911 | 1921 | 1926 | 1931 | 1936 | 1946 | 1954 |
| ---- | ---- | ---- | ---- | ---- | ---- | ---- | ---- | ---- |
| 750  | 788  | 733  | 674  | 709  | 770  | 796  | 807  | 923  |

| 1962 | 1968  | 1975  | 1982  | 1990  | 1999  | 2006  | 2008  | 2013  |
| ---- | ----- | ----- | ----- | ----- | ----- | ----- | ----- | ----- |
| 912  | 1 015 | 1 381 | 1 941 | 2 388 | 2 593 | 2 802 | 2 855 | 3 232 |

| 2018  | 2022  | - | - | - | - | - | - | - |
| ----- | ----- | - | - | - | - | - | - | - |
| 3 287 | 3 257 | - | - | - | - | - | - | - |

### Enseignement
- Groupe Scolaire Victor-Hugo.

### Culture
- Musée du verre et de ses métiers, actuellement fermé depuis les inondations de 2016[102], ouvert depuis le 10 mai 2006, musée public dédié aux produits et aux techniques industriels du verre. Il rappelle l'activité verrière depuis la seconde moitié du XVIIIe siècle sur les rives du Loing.
- Cinémobile.

### Associations
- Association arts et spectacles de Dordives.
- Chorale de Dordives.
- L'Université Rurale Dordivoise.
- Club des anciens Rencontres et Amitiés.
- Association des Amis du Musée du Verre.
- Théâtre Passion en Vallée du Betz.
- Photo vidéo-club Dordivois.
- Les petits diablotins.
- Le Groupe New Sound.
- Société de Pêche communale des étangs de Dordives.

### Sports
- L'Entente Sportive Gâtinaise[103] fondée en 1974 est le club de la Communauté de communes des Quatre Vallées. Le club comporte 19 sections dont : le Football, le Tennis, le Basket et le Tir-à-l'arc.

## Économie
- Apiculture
- Parc d'Activités de la Colline
- Zone d'Activités des Ailes
- Parmi les industries, on note la présence de la société Redex, fabricante d'engrenages et de réducteurs pour les machines-outils, créée en 1949 par l'ingénieur Paul Defontenay et dirigée actuellement par son petit-fils Bruno Grandjean, et qui est un des leaders mondiaux dans son domaine d'application, à savoir la fabrication d'engrenages de précision, avec près de 80 % de son chiffre d'affaires à l'exportation sur les cinq continents et en particulier en Asie (Chine) et en Amérique du Sud (Brésil), ceci malgré un effectif limité de 300 personnes[104].

## Culture locale et patrimoine

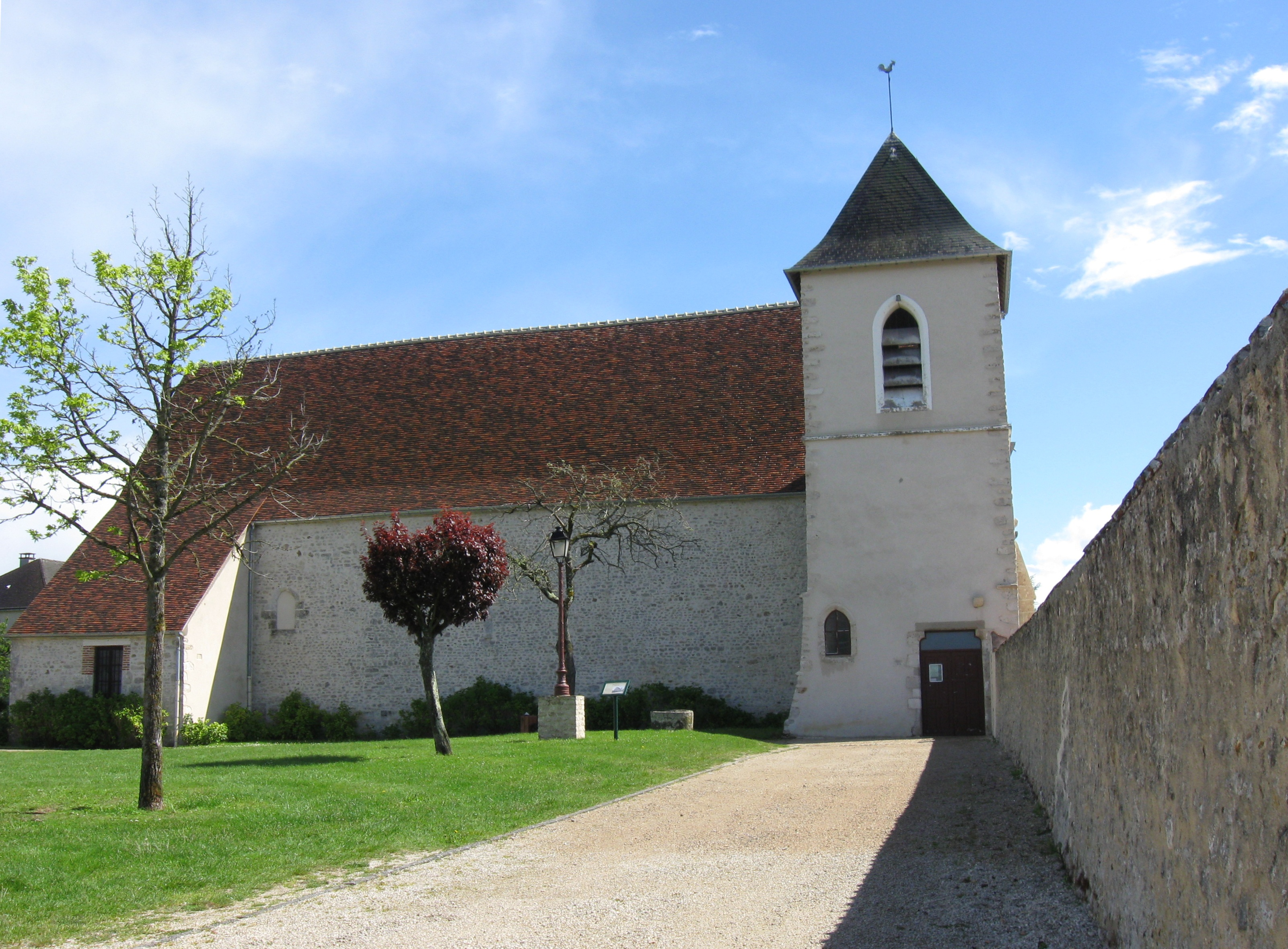
L'église Saint-Étienne.

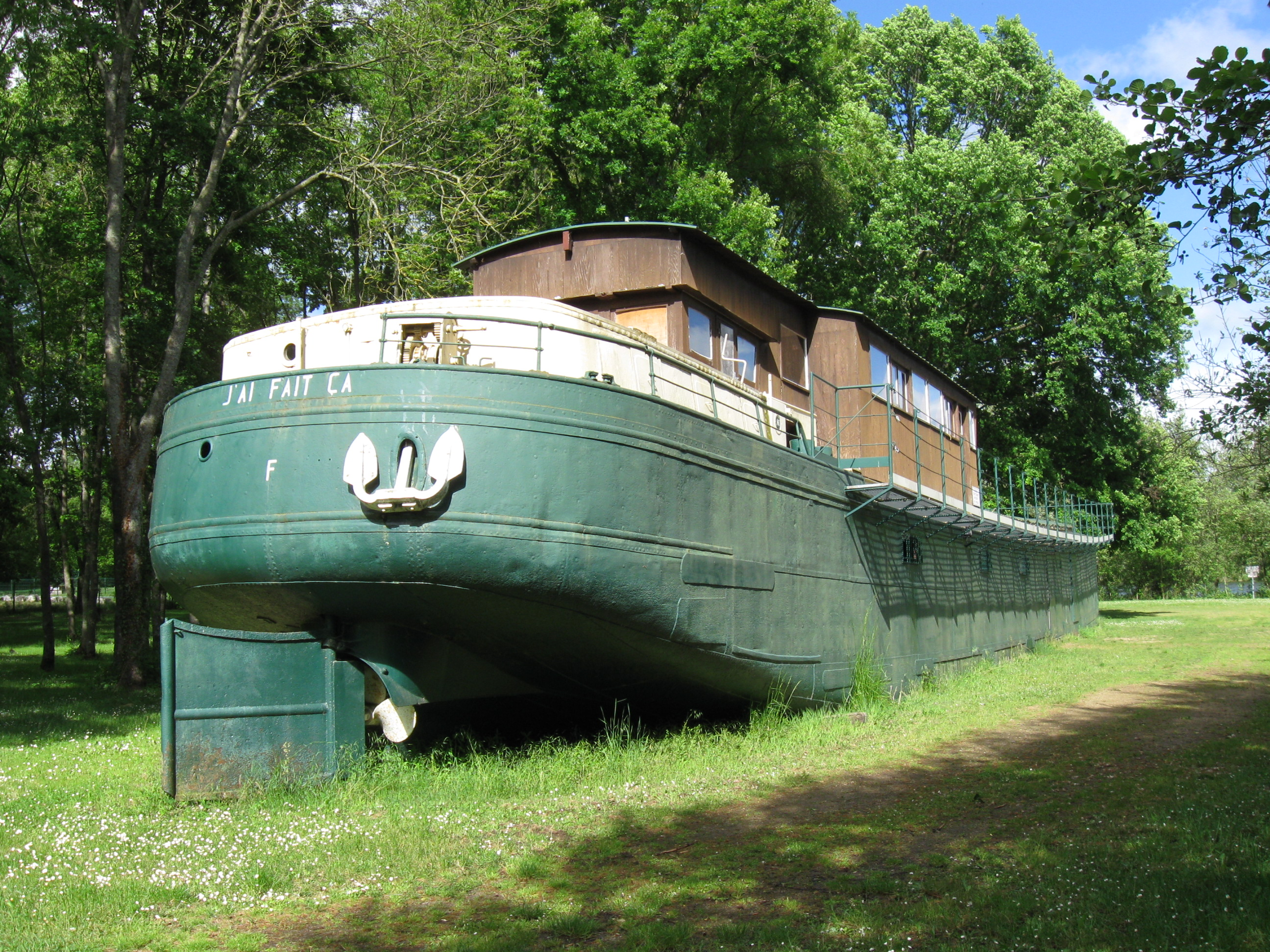
Péniche plantée le long des étangs de Dordives.

### Lieux et monuments
- Copie d'une borne milliaire romaine au centre d'un carrefour
- L'église Saint-Étienne, restaurée au XXe siècle.
- Ruines du château de Mez-le-Maréchal inscrit aux monuments historiques en 1940[105].
- Espace « culturel et de détente » des étangs de Dordives.
- La sablière de Cercanceaux (espace naturel sensible géré par le Conservatoire du Patrimoine naturel de la région Centre-Val de Loire[106]).
- Le château de Thurelles (et sa chapelle) rebâti au XIXe siècle.
- Le moulin du Metz sur la rivière Betz.

### Personnalités liées à la commune
Jean Walter, architecte, découvreur et directeur des Mines de Zellidja Bou Beker, créateur des Bourses Zellidja, est victime le 11 juin 1957 d'un accident mortel de la circulation sur la commune de Dordives.

### Héraldique
| Blason de Dordives | Les armes de Dordives se blasonnent ainsi : Écartelé: au 1er d'azur à la tête de crosse d'or, au 2e de gueules à la croix ancrée d'argent au filet en bande de sable brochant, au 3e de gueules à trois fleurs de lis d'argent, au 4e d'azur à la grappe de raisin feuillée d'or. |